# Federico Cornaro (1531–1590)
Federico Cornaro OSloHieros (ur. 9 czerwca 1531 w Wenecji, zm. 4 października 1590 w Rzymie) – włoski kardynał.

## Życiorys
Urodził się 9 czerwca 1531 roku w Wenecji, jako syn Giovanniego Cornara i Adriany Pisani (jego bratem był Luigi Cornaro). Studiował prawo w Wenecji, a następnie wstąpił do zakonu szpitalników. 27 marca 1560 roku został wybrany biskupem Trogiru. Nigdy nie odwiedził swojej diecezji i mianował Tomasa Sperandeę jako wikariusza apostolskiego. 15 stycznia 1561 roku został przeniesiony do diecezji Bergamo. Uczestniczył w soborze trydenckim i przewodniczył trzem synodom diecezjalnym. W 1577 roku objął biskupstwo Padwy, gdzie natychmiast rozpoczął wizytację duszpasterską. 18 grudnia 1585 roku został kreowany kardynałem prezbiterem i otrzymał kościół tytularny S. Stefano al Monte Celio. Zmarł 9 czerwca 1590 roku w Rzymie.